# Protalebrella schachovskoyi
Protalebrella schachovskoyi är en insektsart som beskrevs av Maria Amelia Torres 1955. Protalebrella schachovskoyi ingår i släktet Protalebrella och familjen dvärgstritar. Inga underarter finns listade i Catalogue of Life.